# Чирянка пунайська
Чирянка пунайська (Spatula puna) — водоплавний птах родини качкових (Anatidae). Поширений в Південній Америці.

## Поширення
Мешкає в Андах Перу, на заході Болівії, північному Чилі та крайньому північному заході Аргентини. Трапляється на великих озерах і водоймах Альтиплано.

## Опис
Птах завдовжки до 48 см. Верхня половина голови й задня частина шиї чорні, а нижня половина голови та горло кремово-білі, дзьоб блакитний і чорна лінія проходить від кінчика до початку чола, коричнева спина, груди світло/темно-коричневі в цятки; боки, живіт і спина забарвлені чорним, білим і сірим; дзеркало на крилах темно-зелене з білими контурами.